# Steven Vasquez
Steven Vasquez (...) è un regista e direttore della fotografia statunitense.

## Biografia

### Regista
- Rose & Alexander (2002) Cortometraggio
- Sideline Secrets (2006) Uscito in home video
- Darker Secrets: Sideline Secrets II (2008) Uscito in home video
- A Siren in the Dark (2009) Uscito in home video
- Be Mine (2009) Uscito in home video
- Unsolved Suburbia (2010) Uscito in home video
- Vampire Boys 2: The New Brood (2013)
- Luna Park (2013)
- Eroddity(s) (2014)
- Counselor Week at Camp Liberty (2014) Cortometraggio
- Angels with Tethered Wings (2014)
- ErOddity(s) 2 (2015)
- Enemies with Benefits (2016) Uscito in home video
- The Heartbreak Healer, l'episodio "Let's Meet the Healer" (2017)
- Necro-Mancing Dennis (2017)

### Direttore della fotografia
- Rose & Alexander (2002) Cortometraggio
- Tales from the Crapper (2004) Uscito in home video
- Sideline Secrets (2006) Uscito in home video
- The Long Way Home (2007) Cortometraggio uscito in home video
- Darker Secrets: Sideline Secrets II (2008) Uscito in home video
- A Siren in the Dark (2009) Uscito in home video
- Be Mine (2009) Uscito in home video
- Unsolved Suburbia (2010) Uscito in home video
- Luna Park (2013)
- Triple Crossed (2013)
- The Fallen American Dream (2013) Documentario
- Kissing Darkness (2014)
- Eroddity(s) (2014)
- Stranger Than Fiction: The Making of Truth (2014) Cortometraggio uscito in home video
- Counselor Week at Camp Liberty (2014) Cortometraggio
- Angels with Tethered Wings (2014)
- The Silent Killer (2015) Cortometraggio
- ErOddity(s) 2 (2015)
- Enemies with Benefits (2016) Uscito in home video
- The Heartbreak Healer, l'episodio "Let's Meet the Healer" (2017)
- Necro-Mancing Dennis (2017)

### Montatore
- Rose & Alexander (2002) Cortometraggio
- Sideline Secrets (2006) Uscito in home video
- Dark Crimes (2006)
- Darker Secrets: Sideline Secrets II (2008) Uscito in home video
- A Siren in the Dark (2009) Uscito in home video
- Be Mine (2009) Uscito in home video
- Unsolved Suburbia (2010) Uscito in home video
- Luna Park (2013)
- Triple Crossed (2013)
- The Fallen American Dream (2013) Documentario
- Kissing Darkness (2014)
- Eroddity(s) (2014)
- Counselor Week at Camp Liberty (2014) Cortometraggio
- Angels with Tethered Wings (2014)
- The Silent Killer (2015) Cortometraggio
- ErOddity(s) 2 (2015)
- Enemies with Benefits (2016) Uscito in home video
- Necro-Mancing Dennis (2017)

### Sceneggiatore
- Sideline Secrets (2006) Uscito in home video
- Darker Secrets: Sideline Secrets II (2008) Uscito in home video
- A Siren in the Dark (2009) Uscito in home video
- Unsolved Suburbia (2010) Uscito in home video
- Vampire Boys 2: The New Brood (2013)
- Luna Park (2013)
- Eroddity(s) (2014)
- Counselor Week at Camp Liberty (2014) Cortometraggio
- Angels with Tethered Wings (2014)
- ErOddity(s) 2 (2015)
- Enemies with Benefits (2016) Uscito in home video
- Necro-Mancing Dennis (2017)

### Produttore
- A Siren in the Dark (2009) Uscito in home video
- Triple Crossed (2013)
- Eroddity(s) (2014)
- Enemies with Benefits (2016) Uscito in home video

### Attore
- Sideline Secrets (2006) Uscito in home video
- Triple Crossed (2013)
- The Silent Killer (2015) Cortometraggio